# Калугин, Александр Михайлович (дипломат)
Алекса́ндр Миха́йлович Калу́гин (род. 20 сентября 1945) — российский дипломат. Чрезвычайный и полномочный посол (2003).

## Биография
Окончил МГИМО МИД СССР (1968). На дипломатической работе с 1968 года.
- В 1989—1994 годах — советник-посланник Посольства СССР (c 1991 — России) в Ираке.
- В 1995—1998 годах — заместитель директора Департамента Ближнего Востока и Северной Африки МИД России.
- С 12 ноября 1998 по 10 сентября 2002 года — чрезвычайный и полномочный посол Российской Федерации в Йемене[1][2].
- В 2002—2006 годах — посол по особым поручениям МИД России, специальный представитель министра иностранных дел России по ближневосточному урегулированию.
- С 16 сентября 2006 по 13 декабря 2013 года — чрезвычайный и полномочный посол Российской Федерации в Иордании[3][4].

## Награды
- Орден Почёта (16 октября 2012) — за большой вклад в реализацию внешнеполитического курса и укрепление международных позиций Российской Федерации, подготовку высококвалифицированных кадров и многолетнюю добросовестную работу[5]

## Дипломатический ранг
- Чрезвычайный и полномочный посланник 1 класса (29 октября 2001)[6]
- Чрезвычайный и полномочный посол (22 июля 2003)[7].